# Félix Lachize
Félix Lachize est un homme politique français né le 20 novembre 1859 à Thizy (Rhône) et décédé le 8 octobre 1921 à Ivry-sur-Seine.

## Biographie
Tisseur dans l'industrie textile, d'inspiration blanquiste, promouvant le syndicalisme dans sa région d'origine, militant au Parti Ouvrier, il est élu député du Rhône (2e circonscription de Villefranche-sur-Saône) lors des élections législatives de 1889. Fort de son mandat parlementaire, il organise des grèves dans sa circonscription, notamment celles des tisseurs de Thizy et des ouvrières en couvertures  de Cours en 1889-1890. Il siège dans le groupe ouvrier. Il est battu lors du renouvellement de 1893.
Il est élu conseiller municipal de Thizy en 1892 et 1896.
Décédé à 61 ans en 1921, il est inhumé à Thizy.

## Source
- « Félix Lachize », dans le Dictionnaire des parlementaires français (1889-1940), sous la direction de Jean Jolly, PUF, 1960 [détail de l’édition]